# Pertoltice pod Ralskem
Pertoltice pod Ralskem (deutsch Barzdorf am Rollberge) ist eine Gemeinde des Okres Česká Lípa in der Region Liberec im Norden der Tschechischen Republik. Sie liegt am Fuße des Berges Ralsko (Rollberg) etwa 13 Kilometer östlich von Česká Lípa (Böhmisch Leipa) und 4 Kilometer nördlich von Mimoň (Niemes) im Tal des Baches Panenský potok (Jungfernbach). 

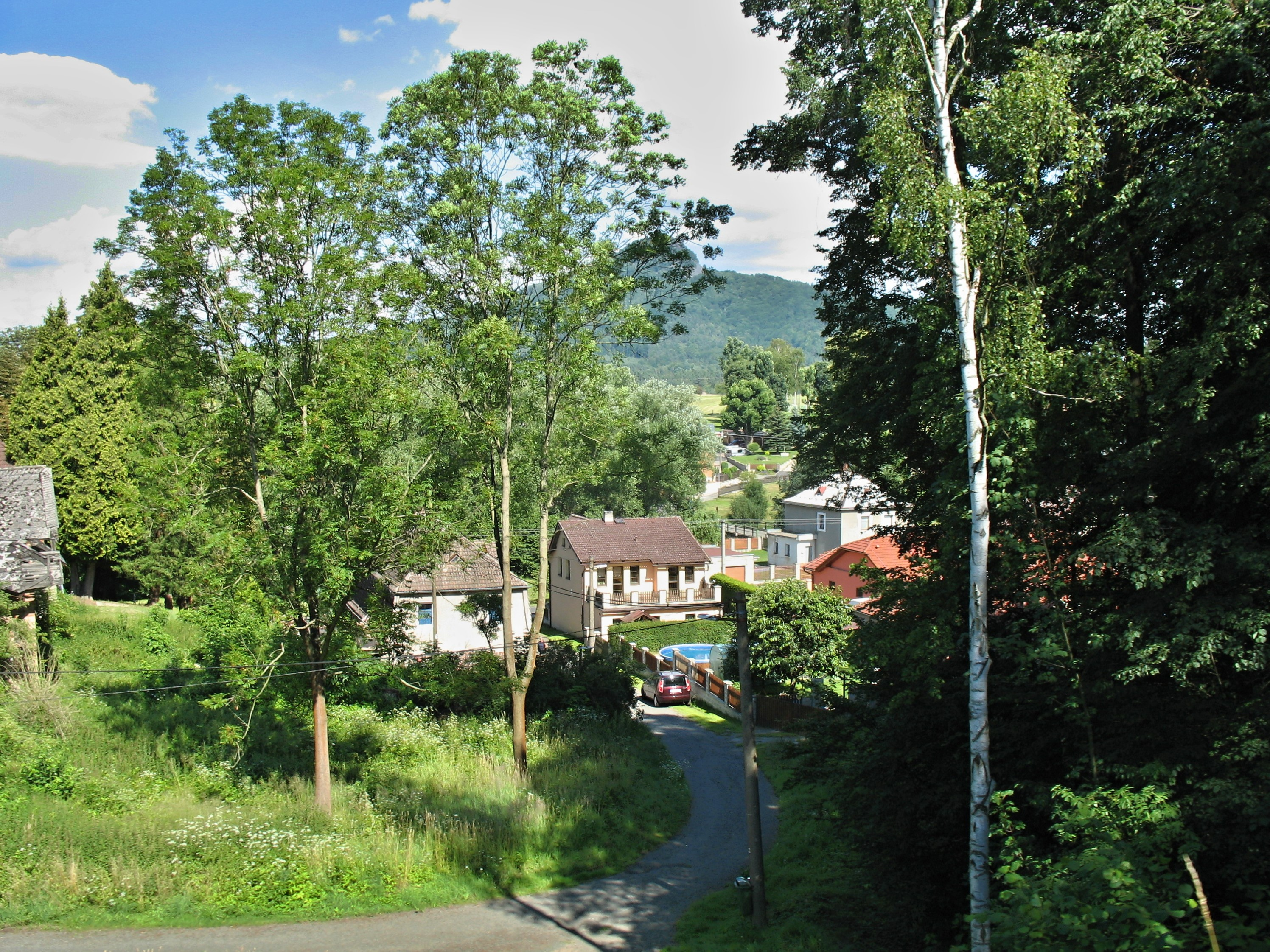
Pertoltice und der Berg Ralsko

Ab der Mitte des 19. Jahrhunderts bildete Barzdorf am Rollberge eine Gemeinde im Gerichtsbezirk Niemes bzw. im Bezirk Böhmisch Leipa.